# Niemrawiec malajski
Niemrawiec malajski (Bungarus candidus) – gatunek jadowitego węża z rodziny zdradnicowatych (Elapidae).
Występuje na obszarze Indochin, Półwyspu Malajskiego oraz Indonezji. Jest najmniejszym przedstawicielem rodzaju Bungarus. Dorosłe osobniki tego gatunku dorastają zwykle do ok. 90–120 cm długości. Ciało węża jest koloru ciemnooliwkowego lub czarnego z żółtymi poprzecznymi pasami, głowa czarna. Prowadzi nocny tryb życia.

## Zagrożenie dla człowieka
Nie jest gatunkiem agresywnym, za dnia jest ospały i spokojny. Z tego też powodu rzadko atakuje ludzi (głównie w samoobronie). Jad gada jest bardzo silny. Pomimo względnie niskiej liczby przypadków ukąszeń ludzi przez niemrawca malajskiego większość z nich okazuje się śmiertelna. Jad zawiera neurotoksyny, które u ukąszonego wywołują ptozę i osłabienie mięśni prowadzące do paraliżu układu oddechowego i śmierci.